# Св. св. Кирил и Методий (Богданци)
„Св. св. Кирил и Методий“ (на македонска литературна норма: „Св. св. Кирил и Методиј“) е католическа църква в градчето Богданци, Северна Македония. Църквата е част от източнокатолическата Струмишко-Скопска епархия. Разположена е на улица „Коста Попристов“ № 4.
Това е най-старата униатска енория на територията на днешна Северна Македония. Основана е от лазаристите от Солун в 1868 година. Първата църква е изградена като енорийски храм на Македонския български апостолически викариат в 1884 година. Осветена е от епископ Лазар Младенов. Част от униатите енориаши в Богданци идват от Палюрци.
Храмът цялостно е обновен в 1987 година.
В 2014 година по повод 130-годишнината на енорията в църквата са изложени част от мощите на Кирил Философ.